# Burgruine Zangenstein
Die Burgruine Zangenstein ist die Ruine einer Höhenburg auf einem Felsen bei 370 m ü. NN über der Schwarzach in der Gemarkung Zangenstein des Marktes Schwarzhofen im Oberpfälzer Landkreis Schwandorf in Bayern. Die Anlage wird als Bodendenkmal unter der Aktennummer D-3-6639-0043 im Bayernatlas als „archäologische Befunde im Bereich der mittelalterlichen Burgruine Zangenstein“ geführt. Ebenso ist sie unter der Aktennummer D-3-76-164-45 als denkmalgeschütztes Baudenkmal von Zangenstein verzeichnet.

## Geschichte
Zangenstein wurde vermutlich schon während der Steinzeit besiedelt. Dies belegen zahlreiche Funde aus der Vor- und Frühgeschichte.
Die Burg wurde 1360 mit der Erlaubnis des Pfalzgrafen Ruprecht I. durch Otto der Zenger von Schwarzeneck über der Schwarzach auf einem Granitfelsen an der bestehenden Brücke über die Murach erbaut. Vermutlich existierte eine Vorgängerburg, welche jedoch noch nicht eine Umfassungsmauer aus Stein hatte, sondern mit Holzpfählen gesichert war. Dies kann aus der Urkunde von 1360 hergeleitet werden, da dort ausdrücklich die Befestigung aus Steinen erwähnt wird.
Im Jahre 2010 wurde die frühe Bedeutung des vom Fluss Schwarzach umflossenen Burgfelsen bestätigt. Eine archäologische Grabung in unmittelbarer Nähe zum Felsen entdeckte ein 2800 Jahre altes Hügelgrab aus der Keltenzeit (Hallstattzeit). Die Fundstücke aus dem Hügelgrab wurden beim Landesamt für Denkmalpflege in Regensburg ausgewertet und sind jetzt im Stadtmuseum Nabburg zu besichtigen.
Die Herren von Zenger besaßen in ihrer Blütezeit zwischen dem 14. und dem 16. Jahrhundert neben der Burg Zangenstein und der etwa fünf Kilometer entfernten Burg Schwarzeneck (erstmals 1211 schriftlich erwähnt) weitere Burgen in der Oberpfalz, u. a. die Burgen Thanstein, Fronhof und Zangenfels, später auch Forstenberg, Schwärzenberg und möglicherweise auch die Burg Altenschneeberg.
Nach dem Aussterben der Zenger im 16. Jahrhundert, die zuletzt ihren gesellschaftlichen Abstieg durch Raubzüge zu verhindern versuchten, wechselte die Burg Zangenstein ständig ihre Besitzer und verfiel im 19. Jahrhundert.
Die Burg ist heute in Privatbesitz.
Die Kapelle wurde seit etwa 1873 von der Katholischen Kirchenstiftung Zangenstein betreut und laut notarieller Beurkundung und Grundbucheintragung von 1905 von den damaligen Eigentümern dieser Stiftung übereignet. Da die Katholische Kirchenstiftung Zangenstein lange Zeit personell nicht besetzt war und dringende Sanierungsmaßnahmen durchzuführen waren, wurde die Kapelle von dem 1988 gegründeten Verein „Schlosskapelle Zangenstein“ betreut und unterhalten. Im Jahr 2012 konnte wieder eine Kirchenstiftung ins Leben gerufen werden und der Verein „Schlosskapelle Zangenstein“ wurde aufgelöst. Die Kapelle kann nach Voranmeldung besichtigt werden.

## Beschreibung
Die Burgruine zeigt noch viele Reste der Umfassungsmauer, des Palas, des Burgtores, eines Schalenturms sowie im Inneren mehrere stark verstürzte Gewölbekeller mit spitzbogigem Eingang unter dem Palas. Vom tiefsten Keller führt ein unterirdischer Gang steil abwärts in ein landwirtschaftliches Gebäude unterhalb der Burg. Die Burg verfügte über keinen Bergfried.
Die 1686 von  Johann Friedrich von Aufsess im barocken Stil umgebaute Burgkapelle auf dem Burgfelsen ist gut erhalten und weithin sichtbar.

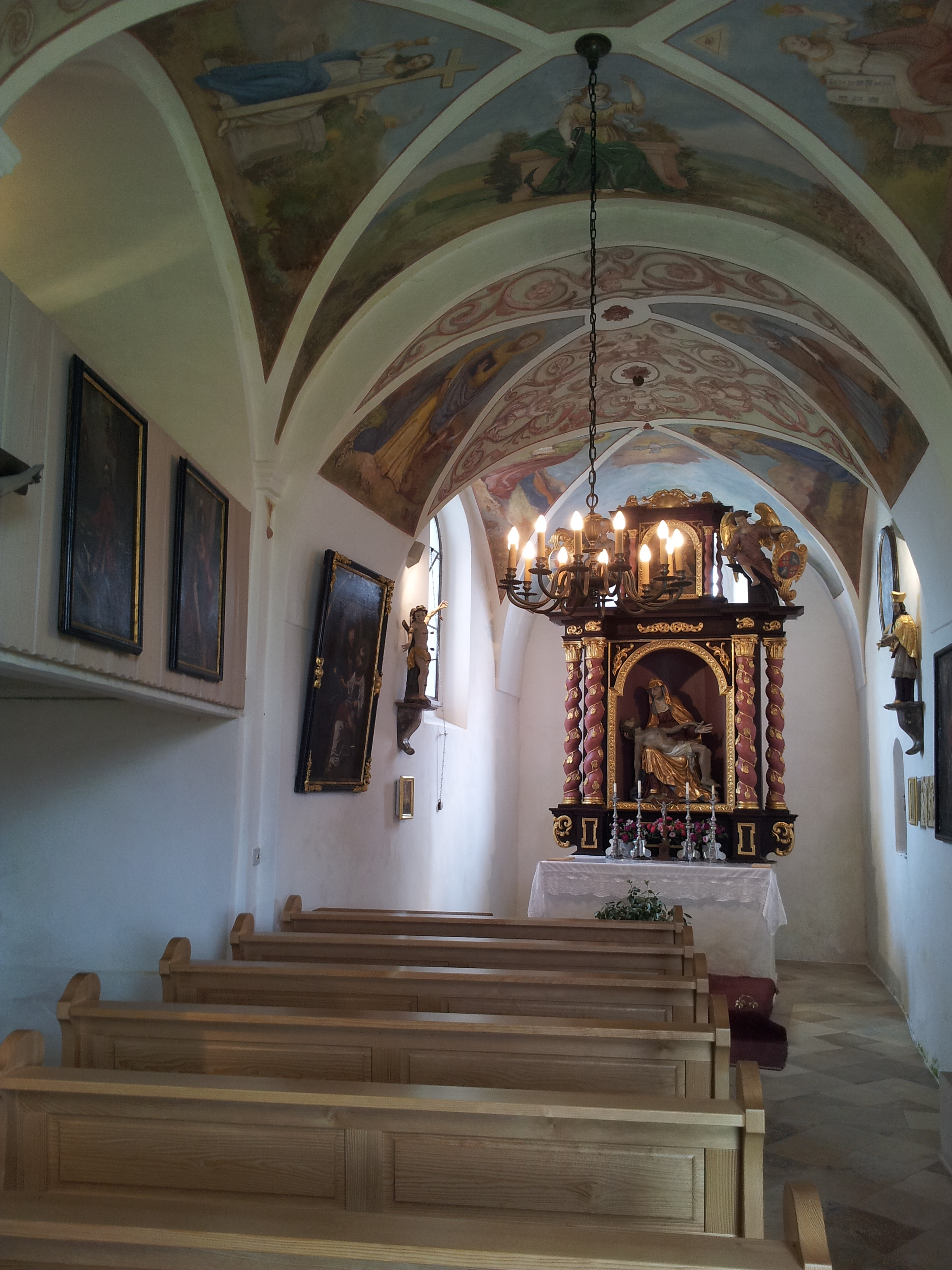
Schlosskapelle Zangenstein – Innenansicht

Siehe auch: Hammer Zangenstein